# Joodse begraafplaats (Workum)
De Joodse begraafplaats van Workum (gemeente Súdwest-Fryslân) is de oudste van de Nederlandse provincie Friesland. De grond werd in 1664 door ene David Salomons aangekocht om zichzelf en zijn familie daar te kunnen laten begraven. Op de begraafplaats zijn zes grafstenen uit de laat-zeventiende en vroeg-achttiende eeuw (1676, 1690, 1697, 1706 en 1714) bewaard gebleven. Zij behoren daarmee tot de oudste Joodse grafstenen van Nederland. Voor zover na te gaan is, betreft het inderdaad de graven van David Salomons en zijn verwanten. In de jaren 30 van de 20ste eeuw werd de begraafplaats ommuurd. Sinds 1999 is het een rijksmonument.
In 1832 heeft het perceel de kadastrale aanduiding Workum A 1123.

## Afbeeldingen

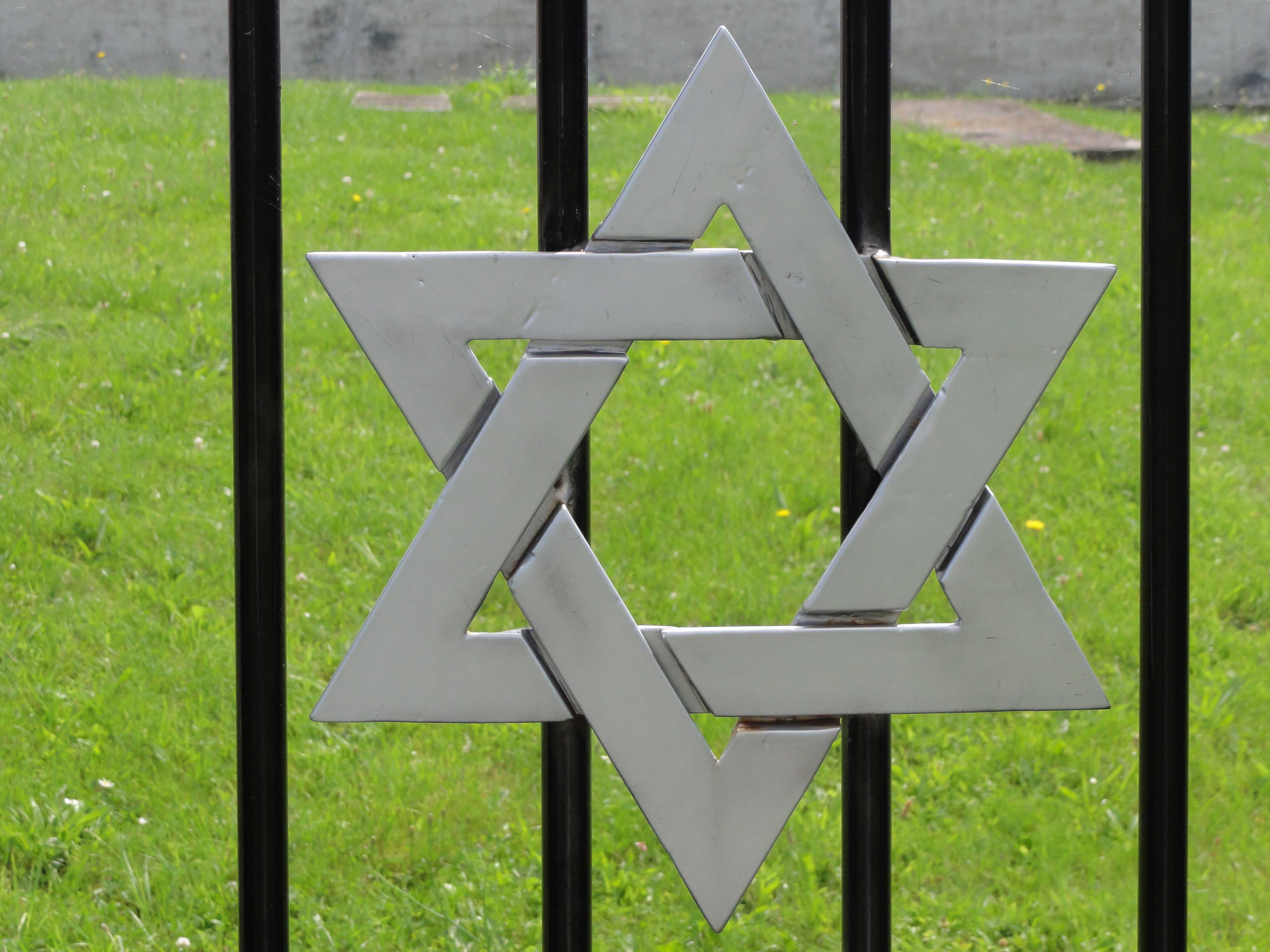
Workum